# Nage en eau libre aux championnats du monde de natation 2011
Navigation
Rome 2009 Barcelone 2013
Sept épreuves de nage en eau libre sont disputées dans le cadre des Championnats du monde de natation 2011 organisés à Shanghai (Chine). Elles se déroulent du 19 au 23 juillet 2011 sur le site de la plage de la ville de Jinshan (eau de mer).

## Délégations
x délégations sont représentées dans les épreuves de nage en eau libre des Championnats du monde 2011. En tout, x nageurs participent aux six épreuves organisées.
(tableau à actualiser)
| - Afrique du Sud – - Allemagne – - Antigua-et-Barbuda – - Arabie saoudite – - Australie – - Azerbaïdjan – - Belgique – - Brésil – - Bulgarie – - Canada – - Chili – - Chine – - Costa Rica – | - Croatie – - Égypte – - Équateur – - Espagne – - États-Unis – - France – - Grèce – - Guatemala – - Hong Kong – - Hongrie – - Israël – - Italie – - Macédoine – | - Mexique – - Nouvelle-Zélande – - Pays-Bas – - Portugal – - République tchèque – - Royaume-Uni – - Russie – - Slovaquie – - Slovénie – - Suisse – - Syrie – - Ukraine – - Venezuela – |

## Résultats détaillés

### 5 km
| Rang | Nom                    | Pays             | Temps / Écart    |
| ---- | ---------------------- | ---------------- | ---------------- |
| 1    | Swann Oberson          | Suisse           | 1 h 0 min 39 s 7 |
| 2    | Aurélie Muller         | France           | + 0,4 s          |
| 3    | Ashley Grace Twichell  | États-Unis       | + 0,5 s          |
| 4    | Rachele Bruni          | Italie           | + 2,5 s          |
| 5    | Ekaterina Seliverstova | Russie           | + 4,4 s          |
| 6    | Ophélie Aspord         | France           | + 5,2 s          |
| 7    | Ana Marcela Cunha      | Brésil           | + 7,0 s          |
| 8    | Danielle De Francesco  | Australie        | + 7,1 s          |
| 9    | Cara Baker             | Nouvelle-Zélande | + 7,6 s          |
| 10   | Jana Pechanova         | Tchéquie         | + 7,7 s          |

| Rang | Nom                 | Pays       | Temps / Écart |
| ---- | ------------------- | ---------- | ------------- |
| 1    | Thomas Lurz         | Allemagne  | 56 min 16 s 6 |
| 2    | Spyrídon Gianniótis | Grèce      | + 0,8 s       |
| 3    | Evgeny Drattsev     | Russie     | + 1,9 s       |
| 4    | Nicola Bolzonello   | Italie     | + 7,7 s       |
| 5    | Andrew Gemmell      | États-Unis | + 8,2 s       |
| 6    | Sergueï Bolchakov   | Russie     | + 9,4 s       |
| 7    | Damien Cattin Vidal | France     | + 10,8 s      |
| 8    | Chris Bryan         | Irlande    | + 11,4 s      |
| 9    | Simone Ruffini      | Italie     | + 12,4 s      |
| 10   | Csaba Gercsak       | Hongrie    | + 13,5 s      |

### 10 km
| Rang | Nom               | Pays        | Temps / Écart     |
| ---- | ----------------- | ----------- | ----------------- |
| 1    | Keri-Anne Payne   | Royaume-Uni | 2 h 01 min 58 s 1 |
| 2    | Martina Grimaldi  | Italie      | + 1,8 s           |
| 3    | Mariánna Lympertá | Grèce       | + 3,7 s           |
| 4    | Melissa Gorman    | Australie   | + 13,9 s          |
| 5    | Cecilia Biagioli  | Argentine   | + 13,9 s          |
| 6    | Poliana Okimoto   | Brésil      | + 15,5 s          |
| 7    | Jana Pechanova    | Tchéquie    | + 15,7 s          |
| 8    | Angela Maurer     | Allemagne   | + 17,0 s          |
| 9    | Swann Oberson     | Suisse      | + 18,3 s          |
| 10   | Erika Villaécija  | Espagne     | + 20,6 s          |

| Rang | Nom                         | Pays       | Temps / Écart     |
| ---- | --------------------------- | ---------- | ----------------- |
| 1    | Spyrídon Gianniótis         | Grèce      | 1 h 54 min 24 s 7 |
| 2    | Thomas Lurz                 | Allemagne  | + 2,5 s           |
| 3    | Sergueï Bolchakov           | Russie     | + 7,1 s           |
| 4    | Alex Meyer                  | États-Unis | + 8,4 s           |
| 5    | Ky Hurst                    | Australie  | + 9,2 s           |
| 6    | Francisco Jose Hervas Jodar | Espagne    | + 9,6 s           |
| 7    | Brian Ryckeman              | Belgique   | + 11,4 s          |
| 8    | Julien Sauvage              | France     | + 12.5 s          |
| 9    | Vladimir Dyatchin           | Russie     | + 14,0 s          |
| 10   | Andreas Waschburger         | Allemagne  | + 15,1 s          |

### 25 km
| Rang | Nom                         | Pays      | Temps / Écart     |
| ---- | --------------------------- | --------- | ----------------- |
| 1    | Ana Marcela Cunha           | Brésil    | 5 h 29 min 22 s 9 |
| 2    | Angela Maurer               | Allemagne | + 2 s 1           |
| 3    | Alice Franco                | Italie    | + 7 s 9           |
| 4    | Olga Beresnyeva             | Ukraine   | + 12 s 7          |
| 5    | Martina Grimaldi            | Italie    | + 13 s 3          |
| 6    | Anna Uvarova                | Russie    | + 16 s            |
| 7    | Célia Barrot                | France    | + 17 s 9          |
| 8    | Margarita Dominguez Cabezas | Espagne   | + 19 s 1          |
| 9    | Silvie Rybarova             | Tchéquie  | + 28 s 4          |
| 10   | Cecilia Biagioli            | Argentine | + 35 s 8          |

| Rang | Nom                         | Pays       | Temps / Écart     |
| ---- | --------------------------- | ---------- | ----------------- |
| 1    | Petar Stoychev              | Bulgarie   | 5 h 10 min 39 s 8 |
| 2    | Vladimir Dyatchin           | Russie     | + 35 s 8          |
| 3    | Csaba Gercsak               | Hongrie    | + 38 s 3          |
| 4    | Francisco Jose Hervas Jodar | Espagne    | + 40 s 6          |
| 5    | Trent Grimsey               | Australie  | + 48 s 4          |
| 6    | Allan Do Carmo              | Brésil     | + 52 s 4          |
| 7    | Vasily Boykov               | Russie     | + 56 s 5          |
| 8    | Joanes Hedel                | France     | + 2 min 23 s 3    |
| 9    | Yuriy Kudinov               | Kazakhstan | + 2 min 28 s 8    |
| 10   | Libor Smolka                | Tchéquie   | + 2 min 40 s 3    |

### 5 km par équipes
| \| Rang \| Nom \| Temps / Écart \| \| ---- \| --------------------------------------------------------------- \| ------------------------------------------------------------------- \| \| 1 \| États-Unis Andrew Gemmell Sean Ryan Ashley Grace Twichell \| 57 min 0 s 6 56 min 59 s 9 57 min 0 s 0 57 min 0 s 6 \| \| 2 \| Australie Melissa Gorman Rhys Mainstone Ky Hurst \| 57 min 1 s 8 57 min 1 s 4 57 min 1 s 7 57 min 1 s 8 \| \| 3 \| Allemagne Jan Wolfgarten Thomas Lurz Isabelle Haerle \| 57 min 44 s 2 57 min 40 s 4 57 min 42 s 0 57 min 44 s 2 \| \| 4 \| Italie Luca Ferretti Nicola Bolzonello Rachele Bruni \| 58 min 0 s 5 57 min 58 s 9 57 min 59 s 6 58 min 0 s 5 \| \| 5 \| Russie Evgeny Drattsev Sergueï Bolchakov Ekaterina Seliverstova \| 58 min 32.7 58 min 30 s 9 58 min 31 s 0 58 min 32 s 7 \| \| 6 \| Grèce Spyrídon Yanniótis Antónios Fokaïdis Mariánna Lympertá \| 59 min 22 s 8 59 min 19 s 3 59 min 22 s 2 59 min 22 s 8 \| \| 7 \| France Damien Cattin Vidal Sébastien Fraysse Ophélie Aspord \| 1 h 0 min 27 s 3 1 h 0 min 26 s 5 1 h 0 min 26 s 7 1 h 0 min 27 s 3 \| \| 8 \| Chine Zhang Zibin Xu Wenchao Fang Yanqiao \| 1 h 1 min 2 s 2 58 min 16 s 9 1 h 0 min 55 s 9 1 h 1 min 2 s 2 \| \| 9 \| Argentine Cecilia Biagioli Guillermo Bertola Gabriel Villagoiz \| 1 h 1 min 34 s 2 1 h 1 min 11 s 7 1 h 1 min 11 s 9 1 h 1 min 34 s 2 \| \| 10 \| Canada Richard Weinberger Aimeson King Zsofi Balazs \| 1 h 2 min 8 s 7 1 h 2 min 8 s 4 1 h 2 min 8 s 7 \| |                                                                 |                                                                     |
| Rang | Nom                                                             | Temps / Écart                                                       |
| 1 | États-Unis Andrew Gemmell Sean Ryan Ashley Grace Twichell       | 57 min 0 s 6 56 min 59 s 9 57 min 0 s 0 57 min 0 s 6                |
| 2 | Australie Melissa Gorman Rhys Mainstone Ky Hurst                | 57 min 1 s 8 57 min 1 s 4 57 min 1 s 7 57 min 1 s 8                 |
| 3 | Allemagne Jan Wolfgarten Thomas Lurz Isabelle Haerle            | 57 min 44 s 2 57 min 40 s 4 57 min 42 s 0 57 min 44 s 2             |
| 4 | Italie Luca Ferretti Nicola Bolzonello Rachele Bruni            | 58 min 0 s 5 57 min 58 s 9 57 min 59 s 6 58 min 0 s 5               |
| 5 | Russie Evgeny Drattsev Sergueï Bolchakov Ekaterina Seliverstova | 58 min 32.7 58 min 30 s 9 58 min 31 s 0 58 min 32 s 7               |
| 6 | Grèce Spyrídon Yanniótis Antónios Fokaïdis Mariánna Lympertá    | 59 min 22 s 8 59 min 19 s 3 59 min 22 s 2 59 min 22 s 8             |
| 7 | France Damien Cattin Vidal Sébastien Fraysse Ophélie Aspord     | 1 h 0 min 27 s 3 1 h 0 min 26 s 5 1 h 0 min 26 s 7 1 h 0 min 27 s 3 |
| 8 | Chine Zhang Zibin Xu Wenchao Fang Yanqiao                       | 1 h 1 min 2 s 2 58 min 16 s 9 1 h 0 min 55 s 9 1 h 1 min 2 s 2      |
| 9 | Argentine Cecilia Biagioli Guillermo Bertola Gabriel Villagoiz  | 1 h 1 min 34 s 2 1 h 1 min 11 s 7 1 h 1 min 11 s 9 1 h 1 min 34 s 2 |
| 10 | Canada Richard Weinberger Aimeson King Zsofi Balazs             | 1 h 2 min 8 s 7 1 h 2 min 8 s 4 1 h 2 min 8 s 7                     |

## Tableau des médailles
| Rang  | Nation      | Or | Argent | Bronze | Total |
| ----- | ----------- | -- | ------ | ------ | ----- |
| 1     | Allemagne   | 1  | 2      | 1      | 4     |
| 2     | Grèce       | 1  | 1      | 1      | 3     |
| 3     | États-Unis  | 1  | 0      | 1      | 2     |
| 4     | Brésil      | 1  | 0      | 0      | 1     |
| 4     | Bulgarie    | 1  | 0      | 0      | 1     |
| 4     | Royaume-Uni | 1  | 0      | 0      | 1     |
| 4     | Suisse      | 1  | 0      | 0      | 1     |
| 8     | Russie      | 0  | 1      | 2      | 3     |
| 9     | Italie      | 0  | 1      | 1      | 2     |
| 10    | France      | 0  | 1      | 0      | 1     |
| 10    | Australie   | 0  | 1      | 0      | 1     |
| 12    | Hongrie     | 0  | 0      | 1      | 1     |
| Total | Total       | 7  | 7      | 7      | 21    |